# Ipomoea cairica
Ipomoea cairica ist eine Pflanzenart aus der Gattung der Prunkwinden (Ipomoea) aus der Familie der Windengewächse (Convolvulaceae). Die Art ist weltweit in tropischen Gebieten verbreitet.

## Beschreibung

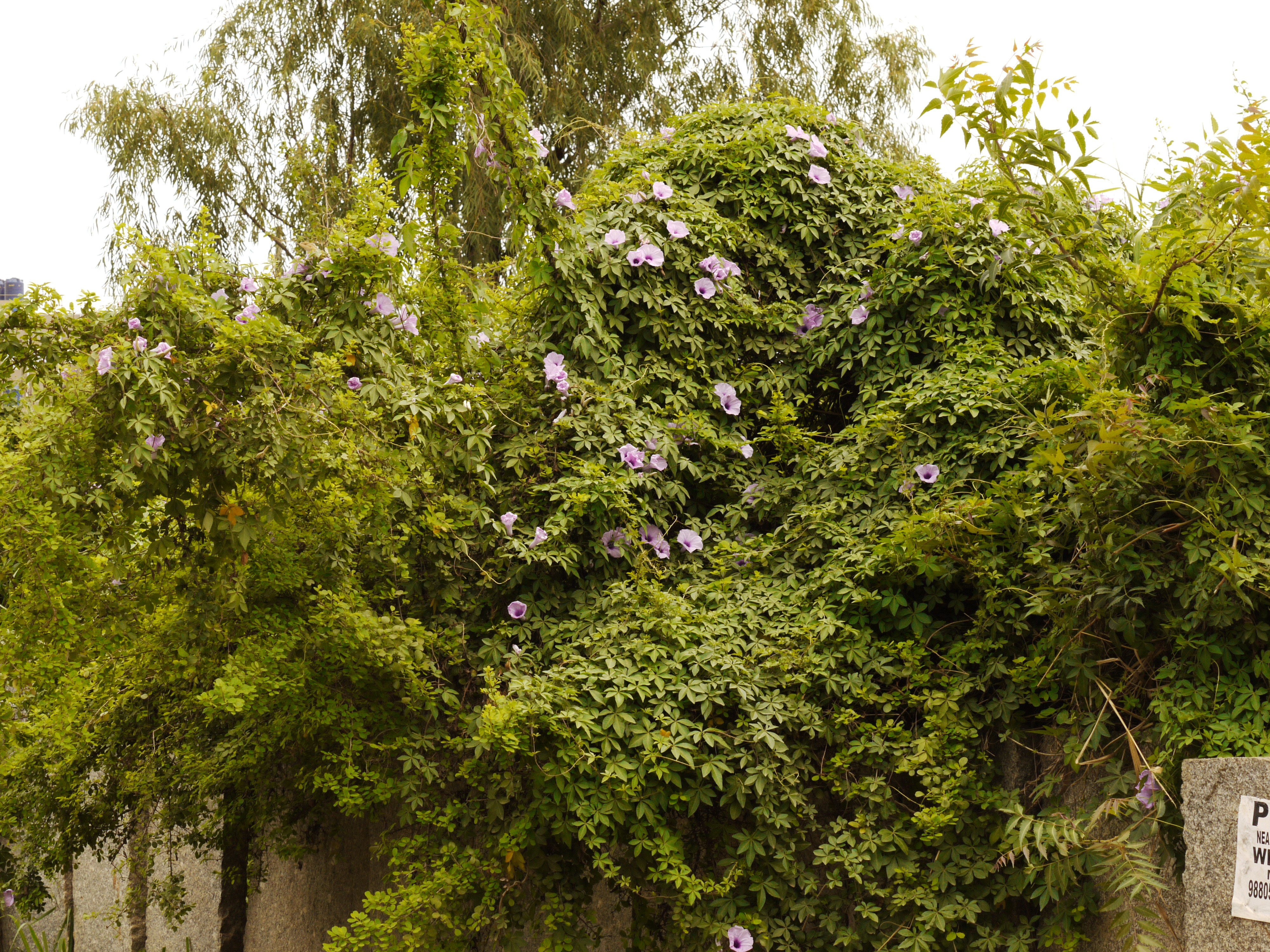
Kletternde Ipomoea cairica in Bengaluru, Indien

Ipomoea cairica ist eine unbehaarte, schlanke Kletterpflanze mit knollenförmigen Wurzeln. Die Laubblätter sind mit 2 bis 6 cm langen Blattstielen gestielt. Die Blattspreite ist im Umriss eiförmig bis kreisförmig, 3 bis 10 cm lang und 6 bis 9 cm breit. Sie ist in fünf bis sieben Segmente unterteilt, diese sind lanzettlich, eiförmig oder elliptisch, ganzrandig und an Spitze und Basis spitz zulaufend. Oftmals werden Pseudonebenblätter gebildet.
Die Blütenstände sind ein bis wenigblütige Zymen. Die Blütenstiele sind 12 bis 20 mm lang, die Kelchblätter sind 6 bis 8 mm lang, eiförmig und stachelspitzig. Die Krone ist trichterförmig, 4 bis 6 cm lang und violett gefärbt. Die Staubblätter und der Griffel ragen nicht über die Krone hinaus. Der Fruchtknoten ist unbehaart.
Die Früchte sind kugelförmige Kapseln, die ein oder zwei behaarte Samen enthalten.
Die Chromosomenzahl beträgt 2n = 30, seltener 60.

## Verbreitung
Die Art ist weltweit in tropischen Regionen verbreitet, oftmals ist sie aus Kultur verwildert. Ursprünglich kommt sie vom tropischen bis zum südlichen Afrika, auf den Inseln im westlichen Indischen Ozean und von der Arabischen Halbinsel bis ins gemäßigte Ostasien vor.

## Systematik
Innerhalb der Gattung der Prunkwinden wird Ipomoea cairica in die Untergattung Quamoclit eingeordnet, ist aber nicht eindeutig einer der Sektionen der Untergattung zuzuordnen.
Man kann drei Varietäten unterscheiden:
- Ipomoea cairica var. cairica: Sie kommt vom tropischen bis zum südlichen Afrika, auf den Inseln im westlichen Indischen Ozean und von der Arabischen Halbinsel bis ins gemäßigte Ostasien vor.[2]
- Ipomoea cairica var. gracillima (Collett & Hemsl.) C.Y.Wu: Sie kommt vom nordwestlichen Yunnan bis Myanmar vor.[2]
- Ipomoea cairica var. indica Hallier f.: Sie kommt von Äthiopien bis Kenia und in Indien vor.[2]